# Walter Mikron
Il Walter Mikron era un motore aeronautico 4 cilindri in linea raffreddato ad aria, prodotto dall'azienda cecoslovacca Walter Engines a.s. negli anni trenta.
Destinato ai velivoli leggeri quali aerei da turismo ed addestramento ebbe un discreto successo internazionale.

## Sviluppo
Dall'originale Mikron venne sviluppato il Mikron II, una versione con l'alesaggio portato ad 88 mm con conseguente innalzamento della cilindrata a 2,33 L. Successivamente venne introdotto anche il Mikron III, motore che venne rimesso in produzione anche dopo il termine della seconda guerra mondiale e che tuttora viene prodotto con aggiornamenti tecnici dall'azienda ceca Parma Technik 

## Velivoli utilizzatori
Belgio
- Avions Fairey Belfair
- Avions Fairey Junior

 Cecoslovacchia
- Avia BH-1
- Beneš-Mráz Be-550 Bibi
- Zlín Z-XII

 Germania
- Bücker Bü 180 Student

 Jugoslavia
- Utva C-3 Trojka

 Italia
- Alaparma Baldo AP.65
- Viberti Musca 1bis

 Paesi Bassi
- Koolhoven F.K.53

 Polonia
- LWD Żak
- RWD-16
- RWD-21
- RWD-23

 Regno Unito
- Chilton DW.1
- Currie Wot
- Isaacs Fury Mk.I (replica del Hawker Fury)
- Luton L.A.5 Major (Mikron II)